# Mauricio de Hesse-Kassel
Mauricio de Hesse-Kassel, llamado el Iluminado (en alemán: Moritz von Hessen-Kassel, der Gelehrte; Kassel, 25 de mayo de 1572-Eschwege, 15 de marzo de 1632), fue landgrave de Hesse-Kassel de 1592 a 1627. Era hijo del landgrave Guillermo IV de Hesse-Kassel y de Sabina de Wurtemberg.

## Biografía
Recibió una esmerada educación en el luteranismo, instruyéndose en los postulados teológicos de Philipp Melanchthon y Martin Bucer. Recibió el apodo de el Iluminado por su interés y desempeño en diversas áreas del saber humano. Se sabe que hablaba ocho idiomas. En el terreno de las ciencias, participó en experimentos de alquimia. También destacó en el campo de las letras, interesándose en especial en las alegorías. Fundó el Othoneum de Kassel, un teatro dedicado a exponer obras en lengua alemana. Llegó a componer varias obras musicales, y fue el descubridor y patrocinador del destacado compositor Heinrich Schütz.
El 23 de septiembre de 1593 se casó con Inés de Solms-Laubach, hija del conde Juan de Solms-Laubach.
Inés falleció en 1602 y Mauricio se casó en segundas nupcias con Juliana de Nassau-Dillenburg, el 22 de abril de 1603. Ella era hija del conde Juan II de Nassau-Dillenburg. Por influencia de Juliana, Mauricio optó por heredar a los cuatro hijos varones de ese matrimonio una parte proporcional del landgraviato.
Aunque había sido educado en la fe luterana, se convirtió al calvinismo en 1605, y basado en el principio Cuius regio, eius religio (a tal rey, tal religión), obligó a sus súbditos a abrazar su nueva confesión. Su conversión le acarrearía conflictos desde el principio, pues la Paz de Augsburgo de 1555 daba el derecho a los príncipes alemanes de elegir entre el catolicismo y el luteranismo, pero no decía nada del calvinismo, que en teoría era una religión prohibida.
En 1604 falleció su tío, el landgrave Luis IV de Hesse-Marburgo, sin dejar descendencia. De acuerdo al testamento del landgrave, el territorio debía ser dividido en dos partes iguales entre Hesse-Kassel (la parte norte) y Hesse-Darmstadt (la porción sur), con la condición de que ambos estados permanecieran luteranos. Como Hesse-Kassel era ahora calvinista, hubo desacuerdos por la repartición, y Mauricio decidió anexarse por la fuerza todo Hesse-Marburgo e implantar el calvinismo.
La disputa territorial derivaría en un conflicto armado contra Hesse-Darmstadt, a cuyo lado se inclinaría el emperador Matías de Habsburgo. Ello, aunado al estallido de la guerra de los Treinta Años, en los que Hesse-Kassel sería constante escenario de operaciones militares, terminó por arruinar las finanzas del landgraviato, y Mauricio hubo de abdicar en 1627 en favor de su hijo mayor, Guillermo. El territorio de Hesse-Marburgo pasó a ser posesión de Hesse-Darmstadt.

## Hijos
Con Inés de Solms-Laubach tuvo cuatro hijos:
- Otón (1594-1617).
- Isabel (1596-1625), consorte del duque Juan Alberto II de Mecklemburgo-Güstrow.
- Mauricio (1600-1612).
- Guillermo V (1602-1637), landgrave de Hesse-Kassel.

Con Juliana de Nassau-Dillenburg tuvo la siguiente descendencia:
- Felipe (1604-1626), caído en combate en la batalla de Lutter.
- Inés (1606-1650), consorte del príncipe Juan Casimiro de Anhalt-Dessau.
- Herman IV (1607-1658), landgrave de Hesse-Rotenburg.
- Sofía (1615-1670), consorte del conde Felipe I de Schaumburg-Lippe.
- Federico (1617-1655), landgrave de Hesse-Eschwege.
- Ernesto I (1623-1693), landgrave de Hesse-Rheinfels.

- Datos: Q551420
- Multimedia: Maurice, Landgrave of Hesse-Kassel / Q551420